# Matinee Mouse
Matinee Mouse (O Rato das Matinées (título em Portugal) ou Isso se faz? (título no Brasil))é o 149° curta-metragem da série Tom and Jerry e o 22° produzido durante a Era Chuck Jones. O curta-metragem contem cenas de outros curtas da época de William Hanna e Joseph Barbera: Love That Pup, The Flying Cat, Professor Tom, The Missing Mouse,  Jerry and the Lion, Jerry's Diary, The Flying Sorceress, e The Truce Hurts. A história foi supervisionada por Tom Ray, enquanto William Hanna e Joseph Barbera receberam um crédito especial de diretor, embora eles não tenham feito nenhum trabalho real sobre ele. O desenho mostra a amizade de Tom & Jerry, mas depois tudo fica ruim e eles brigam de novo.